# گاو برانکس
گاو برانکس (به انگلیسی: The Bronx Bull) فیلمی محصول سال ۲۰۱۶ و به کارگردانی مارتین گوئیگوی است. در این فیلم بازیگرانی همچون ویلیام فورسایت، جو مانتگنا، تام سایزمور، پنه‌لوپه آن میلر، موژان آریا، ری وایز، ناتاشا هنستریج، جیمز روسو، رابرت داوی، کلوریس لیچمن، پل سوروینو، مایک استار، بروس دیویسن، هری هملین، آلیشیا ویت، جویی دیاز، الکس مراز، ژولیت لانداو و کورتنی گینس ایفای نقش کرده‌اند.